# 한미문단 문학상
한미문단 문학상은 한미문단이라는 한국문인협회 미주지회의 협회지가 기성문인과 신인들을 대상으로 해 연간으로 실시하는 문학상이다.

## 역대 수상자
| 수상 연도    | 수상자                                                                     |
| ------------ | -------------------------------------------------------------------------- |
| 2013년 제1회 | 정순옥(수필가)                                                             |
| 2014년 제2회 | 명계웅(평론가)                                                             |
| 2015년 제3회 | 공순해(수필 '발효')                                                        |
| 2016년 제4회 | 문창국 <시들어간다>, <게발 선인장>, <지게>, <대각>, <새에게 나무는 남자다> |
| 2017년 제5회 | 서용덕 '복권' 외 4편                                                       |

신인상
- 2017년 정복성(오렌지 카운티.'어정쩡한 주')